# Lista dos campeões das copas estaduais do Brasil de 2022
A lista a seguir traz dados acerca das copas estaduais de futebol realizadas no Brasil em 2022. Significados das colunas:
- Estado: nome do estado, listados em ordem alfabética.
- Copa do Brasil 2023: times classificados para a Copa do Brasil em sua edição de 2023.
- Série D 2023: times classificados para o Campeonato Brasileiro de Futebol - Série D em sua edição de 2023.
- Final: placares dos jogos finais ou, em caso de não ter havido final, a vantagem do campeão ao final do campeonato.

| Estado | Campeão/Artilheiro                | Vice-campeão       | Copa do Brasil 2023 | Série D 2023          | Final                                                 |
| ------ | --------------------------------- | ------------------ | ------------------- | --------------------- | ----------------------------------------------------- |
| AL     | Cruzeiro de Arapiraca (1° título) | Desportivo Aliança | —                   | Cruzeiro de Arapiraca | Desportivo Aliança 0 x 1 Cruzeiro de Arapiraca        |
| CE     | Pacajus (1° título)               | Maracanã-CE        | Pacajus             | —                     | Disputa em pontos corridos                            |
| ES     | Vitória-ES (4° título)            | Rio Branco-ES      | Vitória-ES          | —                     | Rio Branco-ES 1 (2) x (4) 1 Vitória-ES                |
| MA     | Tuntum (2° título)                | Maranhão           | Tuntum              | Maranhão              | Maranhão 0 x 1 Tuntum 1 (11) x (10) 2 Maranhão        |
| MT     | Nova Mutum (1° título)            | Operário VG        | Nova Mutum          | Operário VG           | Quadrangular final                                    |
| RJ     | Volta Redonda (5° título)         | Portuguesa-RJ      | Volta Redonda       | Portuguesa-RJ         | Volta Redonda 3 x 1 Portuguesa-RJ 1 x 1 Volta Redonda |
| RS     | São Luiz (1° título)              | Passo Fundo        | São Luiz            | —                     | São Luiz 3 x 1 Passo Fundo 1 x 2 São Luiz             |
| SC     | Marcílio Dias (2° título)         | Hercílio Luz       | Marcílio Dias       | —                     | Hercílio Luz 0 x 0 Marcílio Dias 2 x 1 Hercílio Luz   |
| SP     | XV de Piracicaba (2° título)      | Marília            | Marília             | XV de Piracicaba      | XV de Piracicaba 3 x 1 Marília 2 x 3 XV de Piracicaba |

## Recopas Estaduais
| Campeonato                 | Final                                              | Final         | Final                                                |
| Campeonato                 | Vencedor                                           | Placar        | Vice                                                 |
| -------------------------- | -------------------------------------------------- | ------------- | ---------------------------------------------------- |
| Recopa Gaúcha de 2022      | Grêmio Campeão do Campeonato Gaúcho de 2021        | 5 – 0         | Glória Campeão de Copa FGF de 2021                   |
| Recopa Catarinense de 2022 | Figueirense Campeão da Copa Santa Catarina de 2021 | 3 – 1         | Avaí Campeão do Campeonato Catarinense de 2021       |
| Recopa Mineira de 2022     | Tombense Campeão Mineiro do Interior de 2021       | 1 (6) – (5) 1 | Pouso Alegre Campeão do Troféu Inconfidência de 2021 |